# Hồng (màu)
 #FFC0CB 
Màu hồng là màu sắc đa số người cảm nhận khi nhìn vào hình bên. Có rất nhiều biến thể của màu này. Nó lần đầu tiên được sử dụng làm tên màu vào cuối thế kỷ 17. Theo các cuộc khảo sát ở Châu Âu và Hoa Kỳ, màu hồng là màu thường liên quan đến sự quyến rũ, lịch sự, nhạy cảm, dịu dàng, ngọt ngào, trẻ thơ, nữ tính và lãng mạn.
Trong văn học trung đại Việt Nam (như hồng quần, hồng nhan...) hay với một số thuật ngữ quen thuộc (như hồng cầu, Hồng quân), chữ hồng (chữ Hán: 紅) được dùng để chỉ màu đỏ nói chung, theo cách dùng gốc của Hán ngữ. Trong khi đó, để chỉ các sắc hồng theo cách gọi tại Việt Nam ngày nay, người ta có thể dùng một số từ ghép bởi chữ hồng với chữ bổ trợ, ví dụ như  phấn hồng (粉紅). Bên cạnh chữ hồng, Hán ngữ còn có các chữ khác để chỉ các sắc thái đỏ như: xích (赤), chu (朱), đan (丹).

## Từ nguyên và định nghĩa
Màu hồng được đặt theo tên của một loài hoa, hồng, thực vật có hoa thuộc chi Cẩm chướng.
Màu hồng hiếm khi xuất hiện trong tự nhiên, đó là lý do tại sao nó lần đầu tiên được sử dụng như một danh từ để chỉ một màu sắc vào thế kỷ 17.

## Trong phối màu in ấn
Màu hồng được tạo ra bằng cách trộn 80% màu trắng với 20% màu đỏ và đôi khi được miêu tả như là màu đỏ rất nhạt. Hoặc trộn 15% màu tím violet với 85% màu vàng nhạt sẽ tạo ra màu hồng phấn

## Trong phối màu màn hình
Màu hồng là màu đỏ chưa bão hòa (trộn thêm một tỷ lệ màu xanh lá cây và xanh lam).

## Trong tự nhiên và văn hóa

Các sắc thái khác nhau của màu hồng.
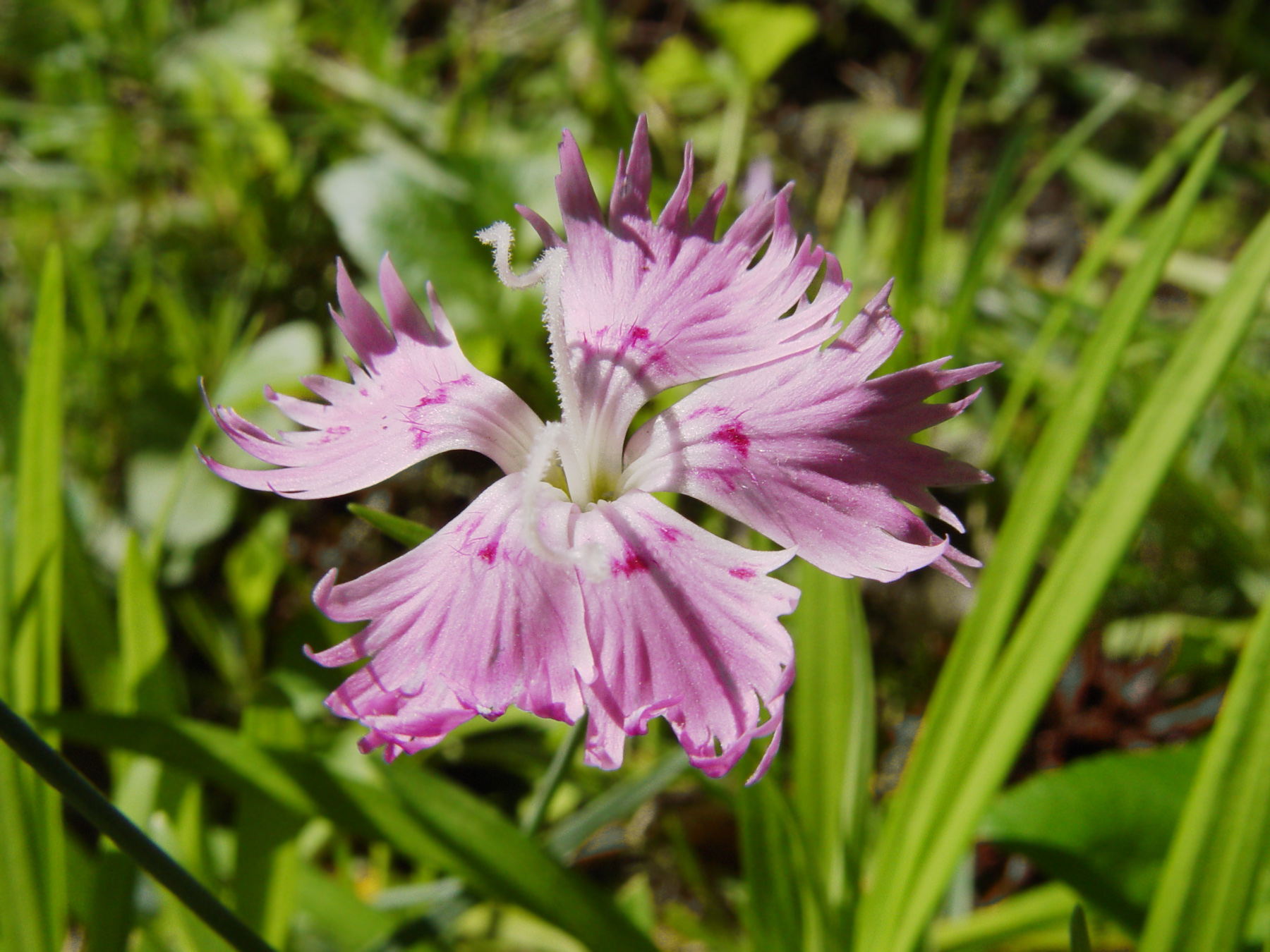
Màu hồng được đặt theo tên của một loài hoa có tên là hồng, thuộc chi Cẩm chướng.
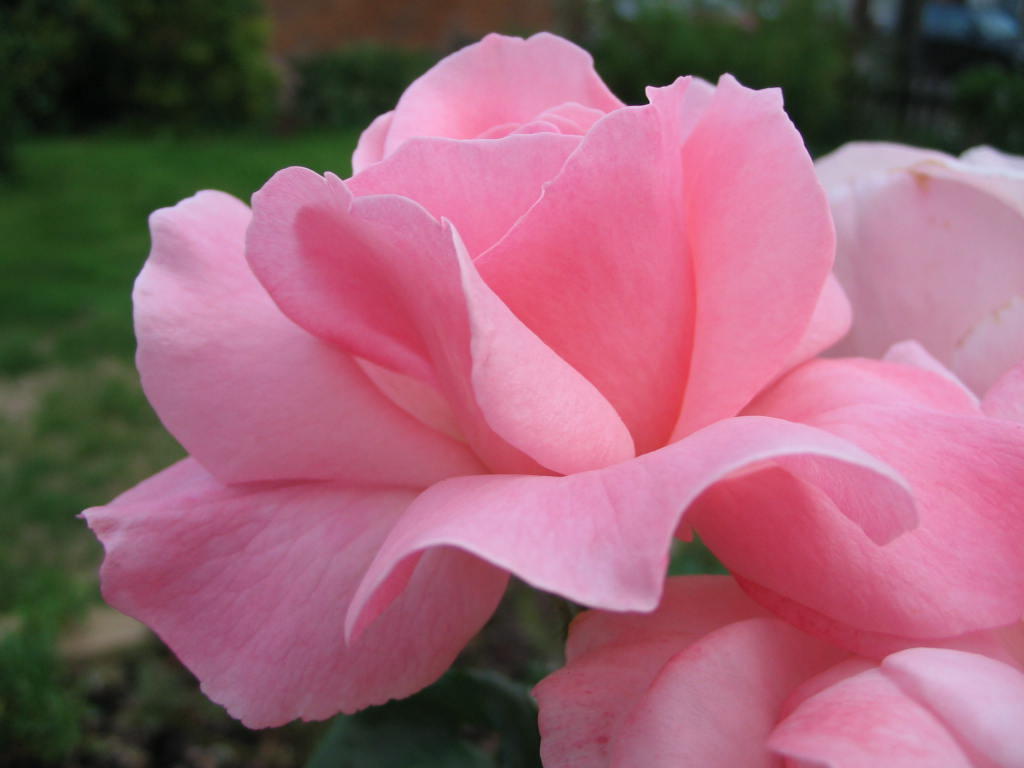
Trong hầu hết các ngôn ngữ Châu Âu, màu hồng được gọi là rose hoặc rosa, theo tên gọi của hoa hồng.
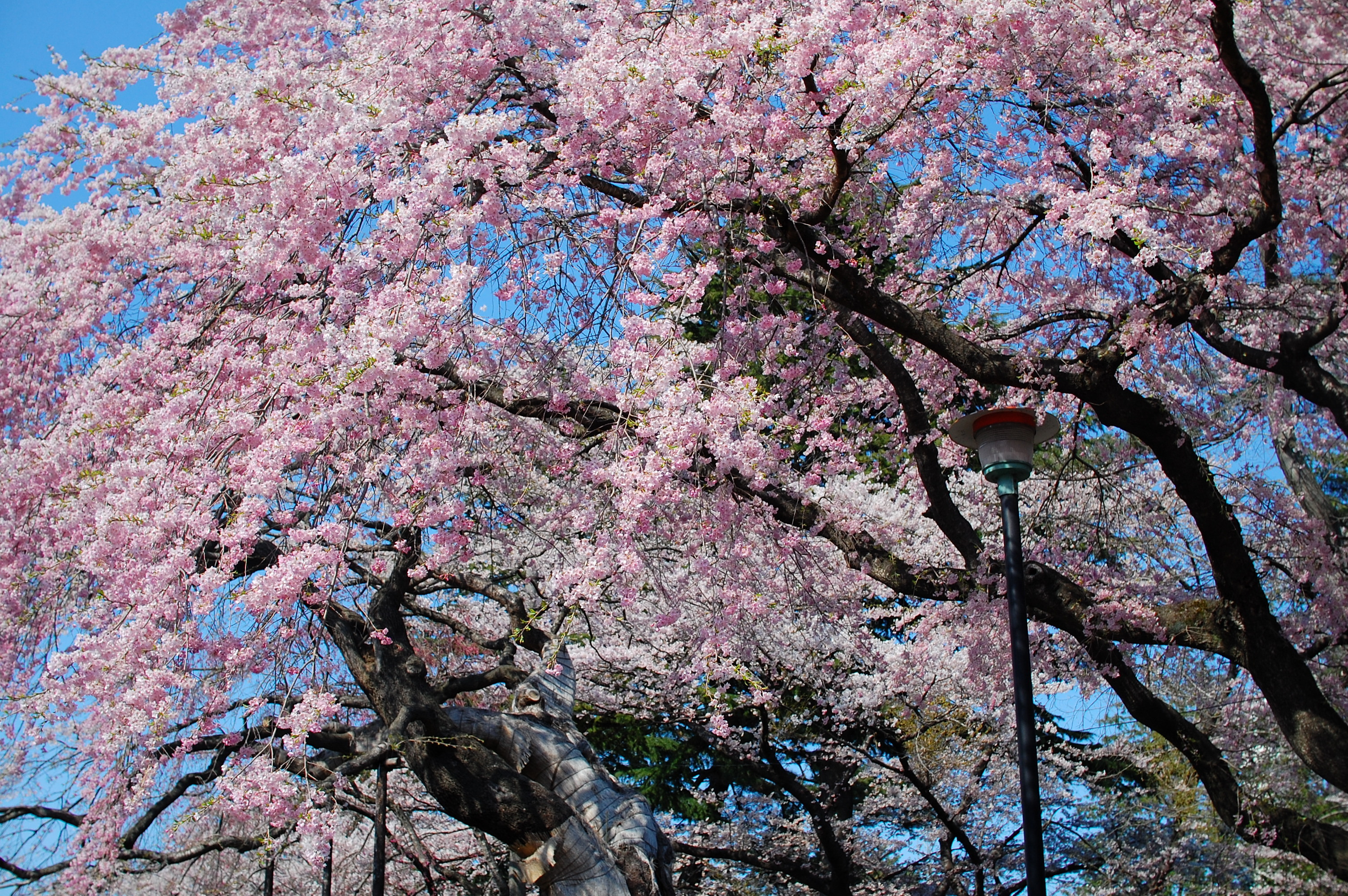
Hoa anh đào ở Sendai, Miyagi, Nhật Bản. Ngôn ngữ Nhật Bản có các từ khác nhau chỉ màu hồng của hoa anh đào (sakura-iro) và hoa đào (momo-iro). Gần đây từ pinku cũng đã trở nên phổ biến.
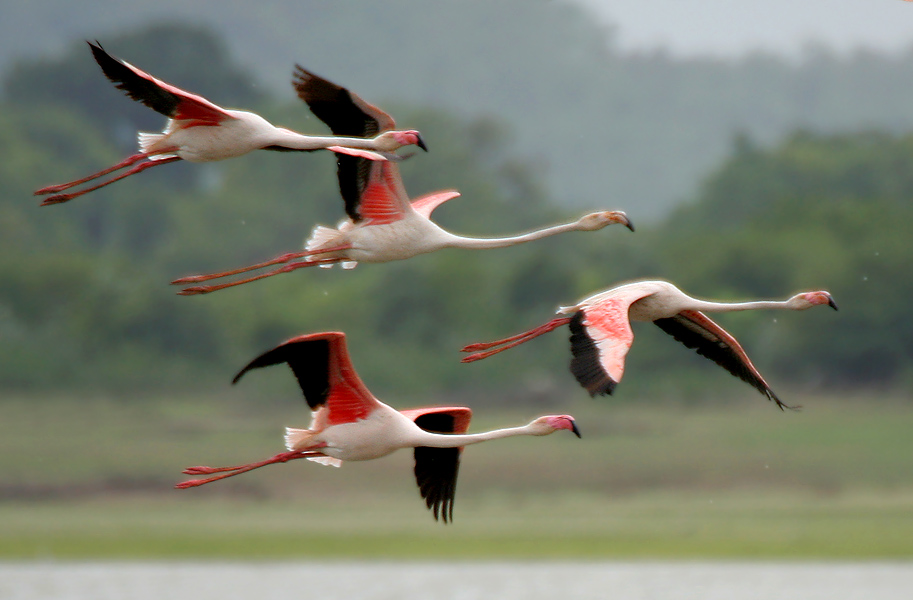
Màu hồng thường được kết hợp với sự kỳ lạ. Những con hồng hạc bay ngang qua Hồ Pocharam ở Andhra Pradesh, Ấn Độ.
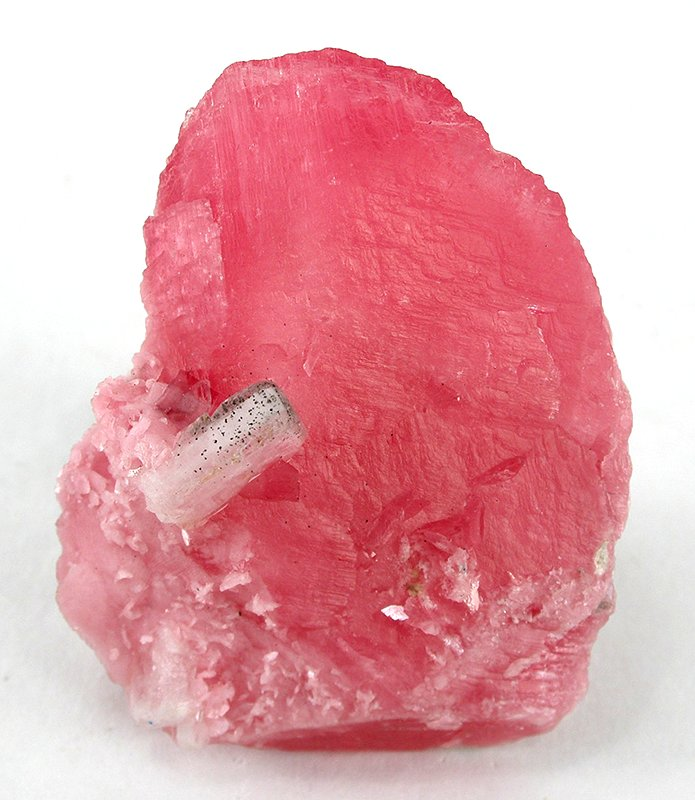
Rhodochrosite là một trong nhiều loại đá quý màu hồng.
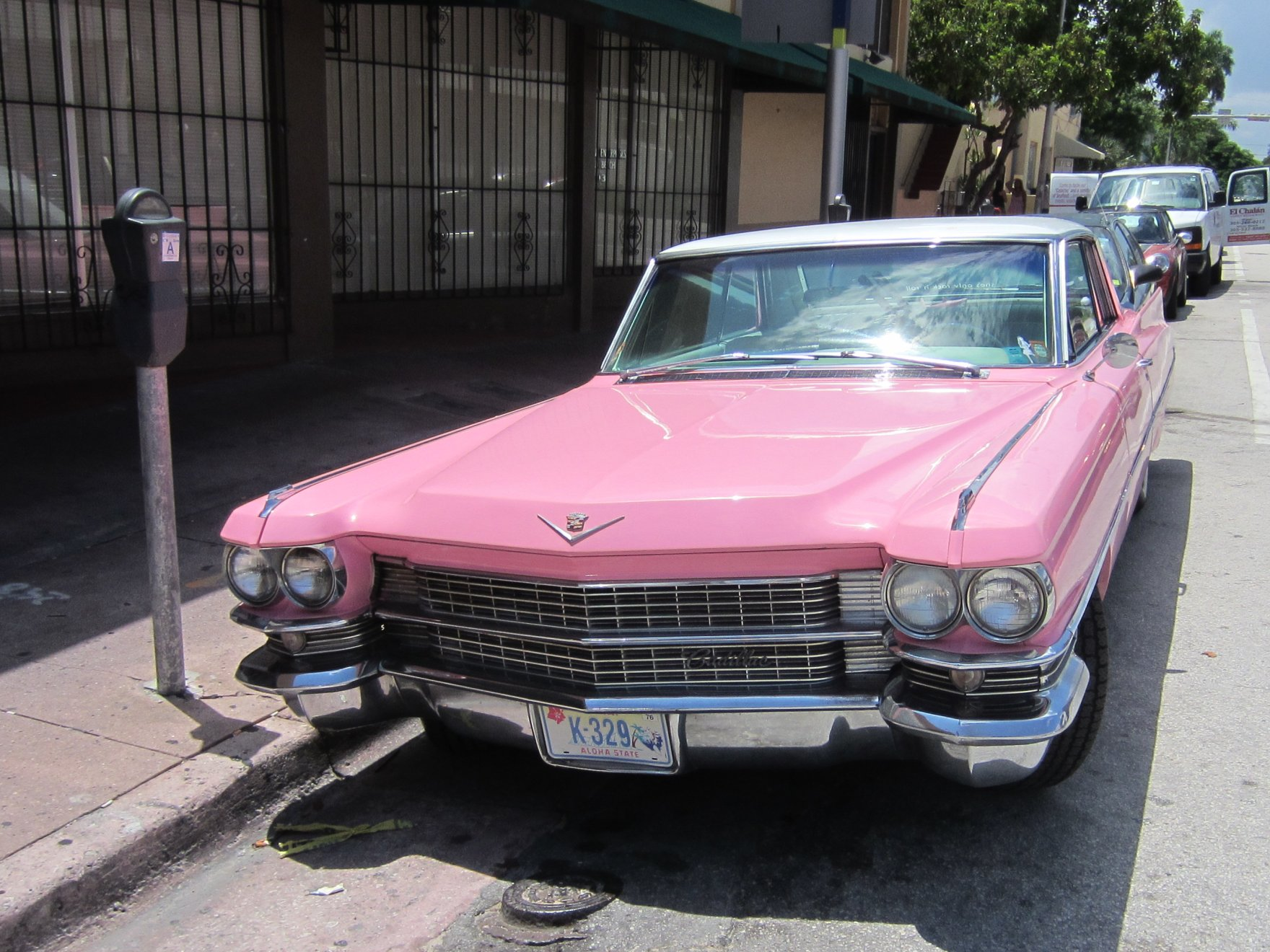
Màu hồng đôi khi được kết hợp với sự xa hoa và mong muốn được mọi người chú ý. Một chiếc Cadillac 1963 màu hồng.
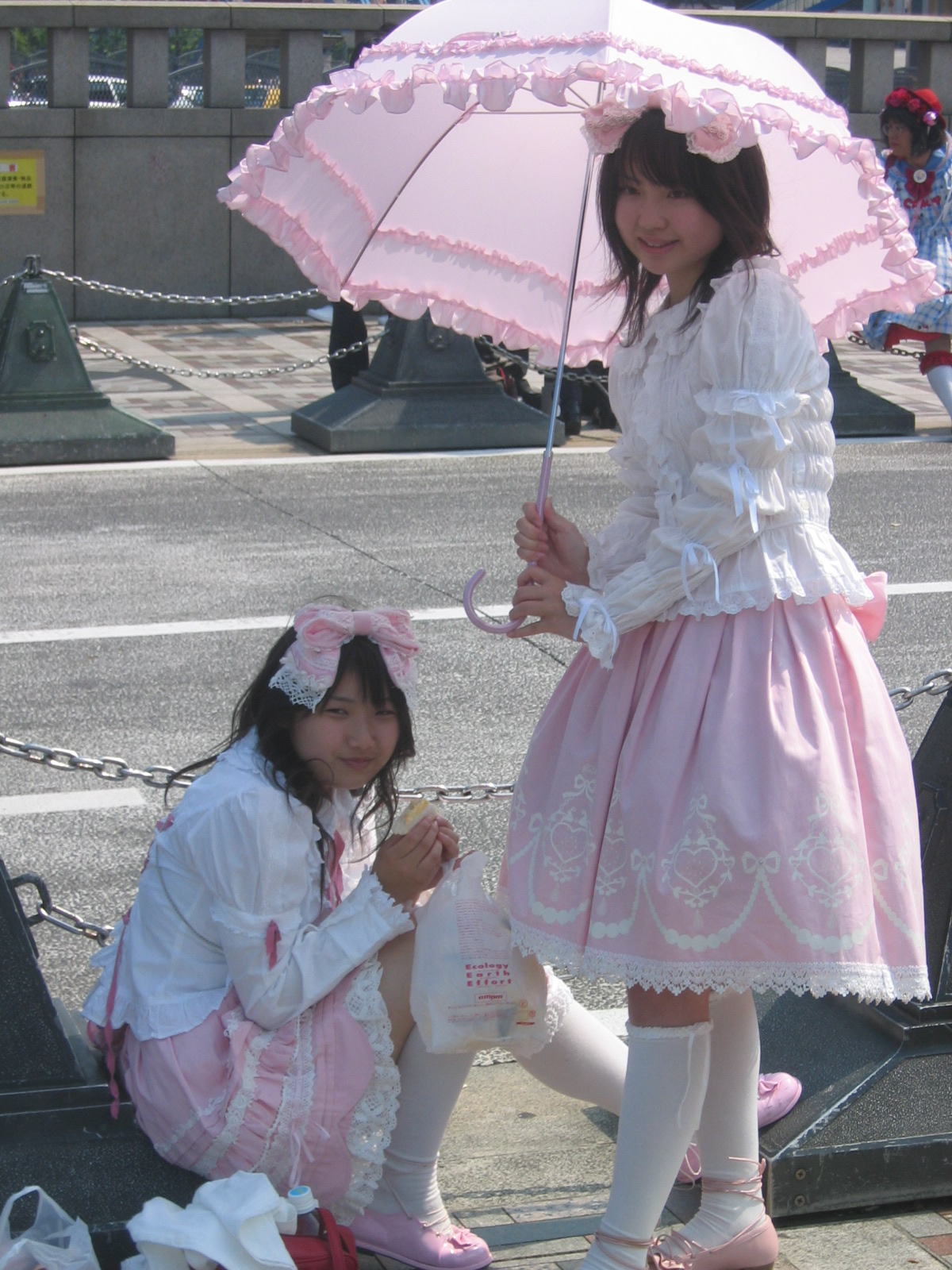
Màu hồng và trắng cùng tượng trưng cho tuổi trẻ, sự dịu dàng và ngây thơ.

## Sử dụng, biểu tượng, biểu hiện thông thường
- Màu hồng được cho là gắn với nữ giới, giống như màu xanh được gắn với nam giới, mặc dù tạp chí The Ladies Home nói rằng điều ngược lại mới là "quy tắc nói chung được chấp nhận" trong lần xuất bản năm 1918, trong đó miêu tả màu hồng là "kiên định hơn và mạnh mẽ hơn" còn màu xanh là "thanh nhã và dễ thương hơn".
- Trong khi ở phương Tây nói chung người ta nói đến các phim người lớn như là "phim xanh" (blue movie), thì tại Nhật Bản các phim này được gọi là "phim hồng". Ở đây nó gắn với giới nữ và nói chung mang ý nghĩa của nữ giới, sự ngây thơ, trong trắng cũng như với các sắc thái khác của mùa xuân hay các loại hoa. Hoa anh đào có xu hướng có màu hồng vì thế quan hệ này có thể ẩn chứa cả các loại thực vật. Màu hồng còn mang ý nghĩa tình dục ở Nhật Bản. Điều này có lẽ vì màu hồng gắn với phụ nữ, hay do sắc hồng của da thịt hoặc do sắc mặt ngượng ngùng xấu hổ hay một số nguyên nhân khác.
- Nhiều phụ nữ theo chủ nghĩa nam nữ bình quyền trên một số khía cạnh nào đó làm giảm giá trị của màu hồng, vì nó có liên quan đến cách thức ăn mặc của những người mà họ gọi là "phụ nữ kiểu cổ", bởi vì họ cho rằng từ hồng là biểu tượng của sự áp đặt và coi thường của đàn ông đối với phụ nữ và là sự hạn chế của các thời kỳ trước, mặc dù rất nhiều cô gái trẻ và phụ nữ đã tìm thấy ở "nữ giới kiểu cổ" nhiều điểm đáng tự hào, trong đó có màu hồng.
- Màu hồng cũng gắn với những người đồng tính luyến ái, thường là trong dạng tam giác hồng. Biểu tượng này là vay mượn từ các biểu tượng được sử dụng bởi Đức quốc xã để đánh dấu tù nhân trong các trại tập trung . Khi đó những người Do Thái bị bắt buộc phải đeo sao David màu vàng, những nam giới bị kết tội là đồng tính luyến ái phải đeo tam giác màu hồng. Ngày nay, nó được đeo với một sự kiêu hãnh. Các nhóm đồng tính luyến ái Hà Lan được gọi là nl.roze vì roze là từ trong tiếng Hà Lan để chỉ màu hồng.
- Màu hồng là màu của quả bóng của môn snooker có giá trị 6 điểm.
- Màu hồng và màu tím là màu của bi số 4 (bi trơn) và bi số 12 (bi sọc) trong pool.
- Màu hồng nóng là màu hồng đậm và gắt hay như Elsa Schiaparelli, người đầu tiên sử dụng màu này, gọi nó là "màu hồng gây sốc".
- Ở Anh từ "pink" không phải là từ chỉ màu sắc trước thời Shakespeare: nó được phát kiến ra vào thế kỷ 17 để miêu tả màu đỏ rất nhạt của hoa cây cẩm chướng, là một cây loại Dianthus họ Caryophyllaceae, có thể nó được đặt tên từ các mép cánh hoa tua rua "pinked edges of their petals", giống như bị cắt bằng kéo xén tỉa "pinking shears".